# Пежо тип 116
Пежо тип 116 (фр. Peugeot Type 116) је моторно возило произведено 1909. године од стране француског произвођача аутомобила Пежо у њиховој фабрици у Оданкуру. У том раздобљу је укупно произведено 500 јединица.
Возило покреће четвороцилиндрични четворотактни мотор који је постављен напред, а преко кардана је пренет погон на задње точкове. Његова максимална снага била је 12 КС и запремине 2.212 cm³, са максималном брзином 55 км/ч.
Тип 116 је произведен у три варијанте 116, 116 Б и 116 Ц са међуосовинским растојањем 279,5 цм и размаком точкова 128 цм. Облик каросерије је торпедо и дупли фетон и има места за четири особе.

## Галерија
- Пежо тип 116
- Пежо тип 116
- Пежо тип 116